# Alex Winter
Alexander Ross Winter (Londres, 17 de julho de 1965) é um ator norte-americano nascido na Inglaterra. Estrelou no filme Bill & Ted - Dois Loucos no Tempo, juntamente com Keanu Reeves

## Filmografia

### Filmes
- Death Wish 3 (1985)
- Medium Rare (1987)
- The Lost Boys (1987)
- Haunted Summer (1988)
- Bill & Ted's Excellent Adventure (1989)
- Rosalie Goes Shopping (1989)
- Bill & Ted's Bogus Journey (1991)
- Freaked (1993)
- The Borrowers (1997)
- Deep Web (2015)
- Bill & Ted Face the Music (2020)
- In Search of Darkness: Part II (2020)
- In Search of Tomorrow (2022)
- Blue's Big City Adventure (2022)
- Destroy All Neighbors (2024)
- The Smurfs Movie (2025)[1]

### TV
- Squeal of Death (1985)
- The Equalizer episódio "Mama's Boy" (1985)
- Bill & Ted's Excellent Adventure  (1990)
- Bill & Ted - Dois Loucos no Tempo (1991)
- Sex, Shock and Censorship in the 90's (1993)
- Os Pequeninos (1997)
- Bones episódio "The Girl in the Gator" (2007)
- Saul of the Mole Men 5 episódios (2007)
- Ben 10: Alien Swarm (Voz) (2009)